# Emmen (Suíça)
Emmen é uma comuna da Suíça, no Cantão Lucerna. Em 2017 possuía 30.682 habitantes. Estende-se por uma área de 20,37 km², de densidade populacional de 1.506,2 hab/km². Confina com as seguintes comunas: Buchrain, Ebikon, Eschenbach, Littau, Lucerna (Luzern), Neuenkirch, Rothenburg. 
A língua oficial nesta comuna é o alemão.